# Зелена књига
Зелена књига (арап. الكتاب الأخضر) је књига коју је написао либијски вођа Муамер ел Гадафи у којој излаже своју властиту политичку филозофију.
Први пут је објављена 1975. године. Састоји се из три дијела:
- Рјешење проблема демократије — власт народа;
- Рјешење економског проблема — социјализам;
- Друштвени аспект Треће универзалне теорије.

## Опис
У првом дијелу, одбацују се традиоционални облици демократије, као нпр. парламент, партије, референдуми итд. Насупрот томе, излажу се основни принципи непосредне народне демократије, засноване на систему народних конгреса и народних комитета (в. џамахирија).
У другом дијелу, указује се на ропски карактер најамног рада и проглашава се право радника на свој производ. Тврди се да акумулација човјеког богатства у размјери која премашује потребе једног човјека доводи до ускраћивања потребе другог човјека. Аутор иступа против комерцијалног изнајмљивања мјеста становања. Према аутору, средства која су потребна да задовоље основне личне и материјалне потребе — одјећа, храна, возило и мјесто становања — треба да буду права приватне својине, а никако на закуп. Давање ових средстава на закуп омогућава власнику да се мијеша у приватност других људи, у управљање најосновнијим потребама, и самим тим у слободу других људи. Дакле, власник има право да одјећу скине са човјека на улици и остави га голог, власник возила може одузети човјеку возило на раскрсници, а власник стана може оставити човјека без крова. Такође се критикује изнајмљивање кућне послуге која се упоређује са ропством.
У трећем дијелу, излажу се многе стране живота, између осталог и положај жена, систем образовања, спорт итд.